# Борщівець
Борщівець — річка в Україні, у Шосткинському районі Сумської області. Ліва притока Усока (басейн Дніпра).

## Опис
Довжина річки приблизно 5 км.

## Розташування
Бере початок на північно-східній околиці Шкирманівки. Тече переважно на північний схід і впадає у річку Усок, ліву притоку Івотки.